# Amauri Sanit
Amauri Sanit Sabouren (né le 4 juillet 1979 à La Havane, Cuba) est un lanceur droitier des Ligues majeures de baseball et un agent libre depuis le 16 juin 2011.  

## Carrière
Amauri Sanit signe comme agent libre avec les Yankees de New York en 2008, plusieurs années après avoir fait défection de son pays, Cuba[réf. nécessaire]. 
En mai 2010, alors qu'il évolue en ligue mineure dans l'organisation des Yankees, il est suspendu pour 50 parties après avoir testé échoué un contrôle antidopage.
Il participe à la Série des Caraïbes 2011 avec les Caribes de Anzoátegui, un club de la ligue vénézuélienne de baseball professionnel pour lequel il est lanceur partant[réf. nécessaire].
Moins d'un an après avoir purgé sa suspension dans les rangs mineurs, Sanit fait à l'âge de 31 ans ses débuts dans les Ligues majeures alors qu'il effectue une longue sortie de quatre manches et deux tiers en relève dans une dégelée des Yankees face aux Royals de Kansas City. Sanit accorde trois points mérités durant cette partie. Il accorde 12 points mérités en sept manches au total en quatre sorties avec les Yankees.